# Paracentèse
Pour l’article ayant un titre homophone, voir Parasynthèse.
Une paracentèse, du grec παρα, para (côté) et κέντησις, kéntêsis (piqûre) est une ponction à travers une paroi de l'organisme ayant pour but d'évacuer une collection liquide dans une cavité naturelle du corps. Le lieu de cette ponction est choisi en fonction des indications. Il s'agit d'une opération de petite chirurgie qui peut être pratiquée sous anesthésie locale ou générale.
En français, le terme de paracentèse n'est utilisé que pour désigner la ponction du tympan et ne doit pas être confondu avec l'incision du tympan ou myringotomie.

## Historique
L'un des premiers praticiens de cette procédure médicale fut Laurent Dupont-Haumont, chirurgien major de l'hôpital royal de l'île de Bouin en Vendée qui a publié, en 1761, le récit de son expérience avec une femme de 47 ans qui souffrait d'un gonflement extrême du bas-ventre qu'il a traité d'une paracentèse, dont il a tiré "trente-deux pintes d'eau, & un quart d'heure après, elle se promena dans les rues." Haumont a répété la procédure 143 fois dans l'espace de trois ans après lesquelles elle était autrement en parfaite santé. De ce fait il a recommandé que cette procédure soit "substituée aux hydragogues que l'on emploie si aisément dans cette maladie".
- dans le "Journal de Médecine, Chirurgie, Pharmacie", Paris, 1761, pp. 435-440

## Parmi les indications
- dans le cadre d'une otite moyenne aiguë
  - échec de la deuxième ligne d'une antibiothérapie probabiliste ;
  - otite hyperthermique malgré les antipyrétiques ;
  - otite hyperalgique malgré les antalgiques ;
  - vomissement gênant la prise d'antibiotiques ;
  - otites récidivantes (germes inhabituels ou résistants) ;
  - otites compliquées (mastoidite, méningite, bactériémie, paralysie faciale, thrombose du sinus latéral, labyrinthite) ;
  - menace de rupture tympanique ;
    - Préalable indispensable à la mise en place d'un aérateur transtympanique. Il s'agit d'une opération loin d'être bénigne. En effet, un tympan percé de manière brutale ou inadéquate peut rapidement entraîner une surdité au moins partielle.

  - otite chez les immunodéprimés ;
  - enfant de moins de trois mois.